# Tournoi de tennis de Changsha
Le tournoi de tennis de Changsha est un tournoi de tennis féminin du circuit professionnel WTA qui se joue sur terre battue en extérieur.
Il est initialement créé en 2025 pour rejoindre les tournois classés en WTA 125.

## Palmarès

### Simple
| No | Date       | Nom et lieu du tournoi  | Catégorie | Dotation  | Surface      | Vainqueure | Finaliste | Score |         |
| -- | ---------- | ----------------------- | --------- | --------- | ------------ | ---------- | --------- | ----- | ------- |
| 1  | 01-09-2025 | Changsha Open, Changsha | WTA 125   | 115 000 $ | Terre (ext.) |            |           | NC    | Tableau |

### Double
| No | Date       | Nom et lieu du tournoi | Catégorie | Dotation  | Surface      | Vainqueures | Finalistes | Score |         |
| -- | ---------- | ---------------------- | --------- | --------- | ------------ | ----------- | ---------- | ----- | ------- |
| 1  | 01-09-2025 | Changsha Open Changsha | WTA 125   | 115 000 $ | Terre (ext.) |             |            | NC    | Tableau |